# David Anholin
David Anhołin o David I Anhoghin (‘David sense terra’) fou el segon rei korikain de Lorí o Tashir del 989 al 1048.
Va succeir al seu pare Gurguèn I d'Aghuània (príncep de Tashir del 972 al 980 i rei del 980 al 989) que fou germà de Gaguik I d'Armènia
Va establir la residència a Samshwilde i es va apoderar de Dmaniq, prop de Tbilisi, domini d'un emir àrab, el qual va sotmetre a vassallatge. Això va provocar la reacció musulmana dirigida per Fadlun, emir de Gandja, de la dinastia dels Shaddàdides (o Banu Shaddad) que va atacar David, però fou derrotat a la vora del Kura.
Es va casar amb Zorakertsel, filla del rei de Kakhètia Ciríac III (1010-1029)
El marzban de Gag, prop de Lorí, Demetri, es va inquietar de tant de poder i es va aliar a Geòrgia i va proclamar al seu fill com mamful (reietó, del georgià memfe que vol dir rei) del Tashir. David va anar a Gag, va ocupar la fortalesa i va expropiar a Demetri i la seva nissaga de tots els seus dominis hereditaris.
El rei Gaguik I d'Armènia el va atacar i el va saquejar vers l'hivern del 1001-1002 i va arribar fins a Lorí. David no va poder resistir al superior exèrcit armeni. Finalment amb la mediació del patriarca armeni Sargis de Sevan, es va fer la pau i David va reconèixer la preeminència de Gaguik.
Vers el 1030 l'emir de Dvin Abul Uswar (armeni Apu-Svar, pels romans d'Orient Aplesphares) es va barallar amb David Anholin, del qual era cunyat, i va envair el territori del regne korikain de Lorí ocupant una part (el sud) i al cap d'un any es va preparar per atacar el nord. David va demanar ajut al rei d'Aní que va enviar tres mil homes; al de Siunia (anomenat per Mateu d'Edessa com "rei de Kapan") que igualment va enviar tres mil homes; a Bagrat IV de Geòrgia que va enviar un contingent dirigit per Liparit Orbelian del que feien part uns centenars de soldats del rei de Kakhètia Ciríac III el gran i uns quants de l'emir de Tbilisi; i al patriarca Hovseph d'Aghuània que dirigís als religiosos i monjos. Amb aquesta ajuda els musulmans foren derrotats i David va fer molt de botí i va recuperar tot el terreny perdut.
El 1041-1042 amb els fets que van succeir al regne d'Aní (usurpació de Sargis, victòria de Gaguik II) en va aprofitar per adquirir alguns territoris però fou finalment rebutjat.
El 1045 no va obtenir l'aprovació del patriarca armeni per ser nomenat rei d'Aní.
Va morir el 1048 i li va succeir el seu fill Gurguèn II (1048-1089).